# Lailly
Lailly é uma comuna francesa na região administrativa de Borgonha-Franco-Condado, no departamento de Yonne. Estende-se por uma área de 22,13 km². Em 2010 a comuna tinha 195 habitantes (densidade: 8,8 hab./km²).